# Спинета Маренго (Алесандрија)
Спинета Маренго (итал. Spinetta Marengo) је насеље у Италији у округу Алесандрија, региону Пијемонт.
Према процени из 2011. у насељу је живело 6392 становника. Насеље се налази на надморској висини од 99 м.